# Bosonoge karmelićanke
Bosonoge karmelićanke, službeno poznate kao Bosonoge redovnice preblažene Djevice Marije od brda Karmela (lat. Ordo Fratrum Carmelitarum Discalceatorum Beatae Mariae Virginis de Monte Carmelo) ili Red karmelićanki diskalista (lat. Ordo Carmelitarum Discalceatorum) katolički je ženski crkveni (klauzurni) prosjački red s korijenima u pustinjskim ocima. 
Red su 24. kolovoza 1562. osnovali sv. Tereza Avilska i sv. Ivan od Križa temeljem reforme karmelićanskog reda u Španjolskoj. Discalceat u latinskom jeziku znači bez cipela.
Prema podacima iz 2012., u svijetu u 776 samostana živi oko 10.500 bosonogih karmelićanki. U Hrvatskoj i Bosni i Hercegovini, u 5 samostana (Brezovica, Marija Bistrica, Breznica Đakovačka, Kloštar Ivanić i Sarajevo) živi 88 sestara i pripravnica. Osnivačica ovog reda, Sveta Tereza Avilska, osnovala je i mušku granu reda koja je 2012. brojila 4648 redovnika karmelićana i pripravnika. 
Hrvatsku karmelska provincija sv. Oca Josipa broji 67 redovnika s bogoslovima, novacima i sjemeništarcima.

## Poznate karmelićanke
Svetice, blaženice i službenice Božje iz njihovih redova:
- sv. Terezija Avilska
- sv. Mala Terezija
- sv. Edith Stein
- sv. Elizabeta od Presvetog Trojstva

## Vanjske poveznice
- Samostan Kraljice Karmela (Brezovica - Zagreb)
- Karmel sv. Male Terezije (Kloštar Ivanić)
- Karmel sv. Josipa (Levanjska Varoš)
- Karmel Majke Božje Bistričke i bl. Alojzija Stepinca (Marija Bistrica)
- Karmel Presvetog Srca Isusova (Gospić)